# Podszumlańce
Podszumlańce (ukr. Підшумлянці) – wieś nad rzeką Narajówką (ukr. Нараївка) w rejonie halickim, w obwodzie iwanofrankiwskim na Ukrainie. Położona w zachodniej części Podola, które zaczyna się kilka kilometrów na wschód od wsi.

## Historia
Teren Podszumlaniec należał do Rzeczypospolitej od 1349 roku, gdzie utworzono najmniejsze jednostki terytorialne – majątki. W 1378 roku wyodrębniono miejscowości, jako odrębne jednostki administracyjne. Majątki królewskie podlegały starostwu grodzkiemu w Haliczu. Od 1387 roku Ziemia Halicka weszła w skład Rzeczypospolitej, jako królewszczyzna. Od roku 1434 rozpoczęto reformę administracyjną i wprowadzono podział na województwa, ziemie i powiaty. Podszumlańce należały do Województwa Ruskiego w Ziemi Halickiej i powiatu halickiego. W 1578 roku wieś była majątkiem prywatnym. W połowie XVII wieku wprowadzono w administracji terytorialnej tzw. klucze a wieś weszła do klucza z centrum w Konkolnikach. Po pierwszym rozbiorze w 1773 roku zlikwidowano polski podział administracyjny i wprowadzono cyrkuły. Najpierw wieś znalazła się w cyrkule halickim z centrum w Stanisławowie. W 1776 i 1783 roku w wyniku kolejnej reformy Podszumlańce znalazły się w cyrkule brzeżańskim i dominium Bołszowce. W latach 1848–1849 administracja austriacka wprowadziła nazwę kraj koronny Galicja z siedzibą we Lwowie. Podszumlańce znalazły się w obwodzie brzeżańskim (Kreis) i rejonie Bursztyn. W 1867 roku zlikwidowano obwody i rejony wprowadzając 74 powiaty w granicach namiestnictwa. Wieś stała się częścią powiatu rohatyńskiego. Uchwała Sejmu z 31 sierpnia 1921 roku wprowadziła województwo stanisławowskie i powiat Rohatyn, gdzie znalazły się Podszumlańce. Wieś należała do gminy Konkolniki (z wójtem), tworząc jednostkę administracyjną – gromadę z własnym sołtysem. 4 grudnia 1939 roku zlikwidowano polską administrację a wieś weszła w skład obwodu stanisławowskiego Ukraińskiej Socjalistycznej Republiki Radzieckiej.
Pierwsza historyczna wzmianka nt. wsi pojawiła się w XVI w. w roku 1554 – przyjęto uważać tę datę za rok powstania wsi. Nazwa miejscowości pochodzi od "mieszkańców, którzy osiedlili się pod pobliską wsią Szumlany, inaczej miejscowość, w której żyją Podszumlańcy". Istnieje legenda, że wieś została założona przez podróżnych, którzy udawali się z wizytą do dziedzica w Szumlanach. Będąc już niedaleko od celu swej podróży wjechali w błotniste miejsce, w którym ugrzęzły wozy. Wysłali więc jeźdźca do Szumlan, aby przekazał wiadomość o opóźnieniu. Sami zaś rozłożyli się obozem i tymczasowo osiedlili się tam. Z czasem, tak spodobało się im to urokliwe miejsce wśród łąk, lasów i pagórków, że postanowili osiąść tam na stałe a powstałą wieś na drodze do Szumlan nazwano Podszumlańcami.

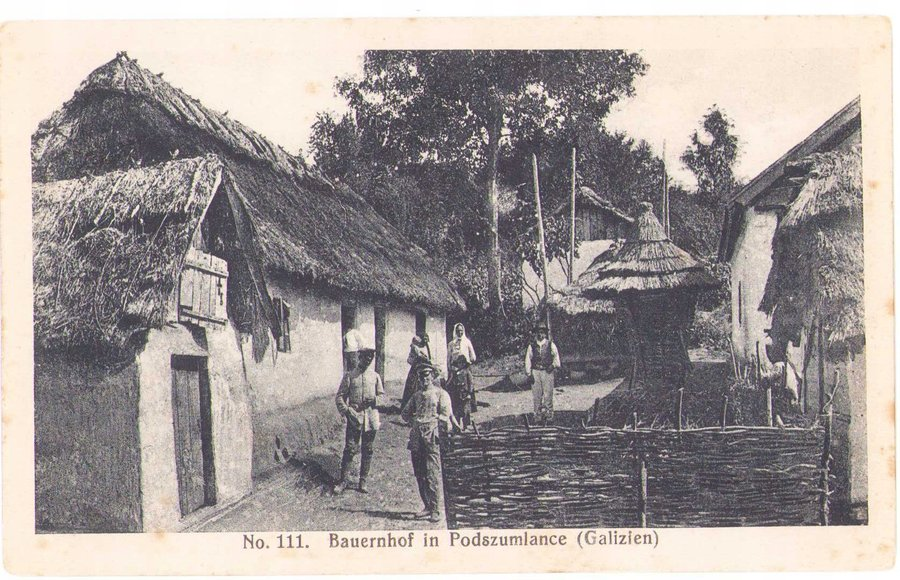
Zagroda w Podszumlańcach - na pierwszym planie żołnierze armii austro-węgierskiej.

Wieś należała do parafii Bołszowce, od 1903 r. nabożeństwa odbywały się w kościele filialnym we wsi Skomorochy Stare (sąsiednia wieś), w której z fundacji p. Mycielskiej wymurowano kościół pw. Św. Szymona. Kościół uległ zniszczeniu podczas I wojny światowej. Odbudowano go w latach 1930-33 pw. Archanioła Michała. W 1912 r. w Skomorochach Starych utworzono ekspozyturę parafii w Bołszowcach (w 1925 r. stała się samodzielną parafią, w skład której weszły wsie Skomorochy Stare i Skomorochy Nowe oraz Podszumlańce). W okresie międzywojennym wieś Podszumlańce wchodziła w skład powiatu rohatyńskiego w woj. stanisławowskim. We wsi znajdował się majątek, którego właścicielami byli bracia Grosnos. W 1858 r. wieś liczyła 406 mieszkańców, w 1880 – 533, w 1890 – 638, w 1913 – 774, w 1921 – 750, w 1931 – 871, w 1943 – 855. W 2024 roku ukraińscy dziennikarze portalu "Suspilne Iwano-Frankiwsk" opublikowali reportaż na temat wsi. Według relacji świadków w Podszumlańcach mieszka mniej 30 osób. Znajduje się tu drewniana cerkiew greckokatolicka pw. Wniebowzięcia Najświętszej Maryi Panny, która wzniesiona została w 1933 r.(w czasie I wojny światowej doszczętnie spłonęła drewniana cerkiew z 1871 r.). Parafię greckokatolicką obsługiwał paroch (proboszcz) ze Skomorochów Starych. Dokumenty z 1895 r. wspominają o 1-klasowej szkole. Istnieje dokument potwierdzający, że w 1905 r. naukę prowadzono w języku polskim. Według źródeł, 1 czerwca 1924 r. nauczycielką w szkole podszumlanieckiej była panna Józefa Łukasiewicz (ur. 1876 r.) – nauczycielka kwalifikowana, która pracę w Podszumlańcach rozpoczęła we wrześniu 1905 r. W 1926 Naczelnikiem Gminy był Kornel Hofman, przewodniczącym Rady Szkolnej był Antoni Witkowski a ówczesnym proboszczem ks. Paweł Styszko (parafia Skomorochy Stare).
1 czerwca 1897 r. dyrekcja Wschodniogalicyjskich Kolei Lokalnych otworzyła linię kolejową Halicz - Podwysokie, która przebiegała przez Podszumlańce, w których znajdowała się jedna ze stacji kolejowych.
Zachowały się dawne nazwy przysiółków podszumlanieckich: Polski Koniec, Alperówka, Dziurwa oraz góra Krzywe. Na Krzywych znajduje się cmentarz i cerkiew. Po drugiej stronie Narajówki, na terenie wsi Skomorochy Nowe, znajduje się góra Stadnica.
W październiku 1939 r. do Podszumlaniec wkroczyły wojska sowieckie. Od 3 lipca 1941 r. do 24 lipca 1944 r. wieś znajdowała się pod okupacją niemiecką.
W lutym i kwietniu 1944 roku nacjonaliści ukraińscy z OUN-UPA zamordowali tutaj 101 Polaków, w tym wielu podróżnych, którzy 22 lutego oczekiwali na stacji kolejowej w Podszumlańcach na wieczorny pociąg.